# Rhys Llywelyn Isaac
Rhys Llywelyn Isaac (Città del Capo, 20 novembre 1937 – Melbourne, 6 ottobre 2010) è stato uno storico sudafricano naturalizzato australiano.
È stato professore emerito di storia americana presso La Trobe University fino alla sua morte e Distinguished Visiting Professor di storia americana presso il College di William e Mary di Williamsburg. Nel 1983 ha vinto il Premio Pulitzer per la storia grazie al suo libro The Transformation of Virginia, 1740-1790. Isaac è l'unico storico australiano ad aver vinto un Premio Pulitzer
Nel 2005 ha pubblicato Landon Carter's Uneasy Kingdom: Revolution and Rebellion on a Virginia Plantation.